# 台西漁港
台西漁港，位於雲林縣臺西鄉海埔地海堤外側，屬於第二類漁港，目前屬於專業養蚵港；碼頭邊堆滿蚵殼、蚵串，唯當地蚵民的膠筏能擅用潮汐變化得以進出港口；由於該港築造於砂洲內淺灘上，漁船均沿潮溝水路進出；且當海水滿潮時，蚵農無法出海作業，退潮時則呈現大片濕地之淤積現象，蚵農僅能在漲潮與退潮時段之間，將膠筏開往蚵田作業，港外則為一望無際的蚵田。該港以淺海養殖蚵為主，當日往返，漁獲物皆在場邊進行交易。

## 歷史
清康熙年間起，今西螺溪出海口附近有一座港口稱為海豐港。清治末期，其南側另有一處新出現的小型港口五條港，是由五條小河匯集於同一出海口所形成的港口，因而得名；當時常與中國福州有船隻往來，也曾繁盛一時。後因1898年發生草嶺潭崩潰，滾滾洪水夾帶泥沙致使港面填埋，造成五條港無法運作，災變後將港口遷移。
在日治時期1909年，日本海軍大佐東鄉吉太郎認為此處為天然良港，計畫在海口新建港口，並以自己的姓氏「東鄉」命名建港計畫。1912年7月，東鄉搭乘有3千噸的日籍汽船“松山丸”停泊此地，進行建港探測工作，但後因第一次世界大戰及明治天皇駕崩而計畫中止。1913年，佐佐木海軍大佐至海口實地踏查，並將海口的離岸沙洲命名為「佐佐木島」，然而建港計畫在後來仍未實現；加上高雄與基隆二港崛起影響，此處始終為小型漁港。
二戰後，臺西漁港在1952年正式開港，但之後逐漸因濁水溪漂砂而淤積，該港因沿岸都被海埔新生嚴重地佔去之下，且設備老舊，不堪使用。1980年代，雲林縣政府在此開發「台西海園」，規劃作為民眾休憩地濱海公園，但因此處屬地層下陷區，排水不易及海水倒灌問題，反而成為了生態濕地。
1992年6月，行政院核定「雲林離島式基礎工業區」，其中也包含了台西沿岸的「台西海埔新生地」，並在海埔新生地南側闢建3.5公頃的新漁港，命名為台西漁港。台西漁港於1988年7月耗資四千多萬元，縣府配合六百萬元，於1989年底完工。共計有防波堤539公尺、碼頭504公尺、泊地2.9公頃 。

## 外部連結
- 雲林區漁會